# C2H7O3P
化学式C2H7O3P（摩尔质量：110.05 g/mol）可能指：
- 亚磷酸二甲酯，CAS号：868-85-9
- 乙膦酸，CAS号：15845-66-6

|  | 这个同类索引页列出了具有相同分子式的化学物（即同分異構體）条目。 除非您是有意链接至本页，否则应将相应条目的内部链接指向正确的条目。 |